# Недбаев, Василий Иванович
Василий Иванович Недбаев (25 марта 1905 — 21 февраля 1982) — советский офицер-пехотинец в годы Великой Отечественной войны, Герой Советского Союза (29.06.1945). Подполковник (18.11.1944).

## Биография
Родился 25 марта 1905 года в селе Алчевское (ныне город Алчевск Луганской области Украины). Сын рабочего-металлурга. С 1918 года — шахтёр-коногон на шахте в Алчевском.
В августе 1923 года добровольцем вступил в Красную Армию. В 1926 году окончил Харьковскую школу Червонных старшин. Член ВКП(б) с 1928 года. В 1926—1929 годах — командир взвода 300-го стрелкового полка 100-й стрелковой дивизии Украинского военного округа. В 1930 году окончил военно-политические курсы в Киеве и с июня 1930 года продолжил службу политруком роты в том же полку. Одновременно в 1931 году окончил вечерний рабфак в Бердичеве. С июля 1931 года — командир пулемётной роты, с апреля 1932 года — начальник полковой школы младших командиров того же полка. С апреля 1933 года — инструктор физической подготовки 100-й стрелковой дивизии, с мая 1935 по июнь 1936 года — помощник начальника оперативного отделения штаба этой дивизии. В феврале 1937 года окончил Высшие стрелково-тактические курсы усовершенствования командного состава пехоты «Выстрел» и по апрель 1938 года был назначен командиром учебного батальона в том же 300-м стрелковом полку 100-й стрелковой дивизии. С апреля 1938 года учился в Военной академии РККА имени М. В. Фрунзе, причём во время учёбы выезжал на фронт во время советско-финской войны 1939-1940 годов в действующую армию для боевой стажировки. Окончил академию в мае 1941 года. С мая 1941 года — начальник оперативного отделения штаба 21-й стрелковой дивизии на Дальнем Востоке.
Майор В. И. Недбаев — участник Великой Отечественной войны с июля 1941 года, когда был назначен начальником штаба формирующейся 266-й стрелковой дивизии. В середине августа дивизия прибыла в действующую армию в состав 21-й армии и действовала на Центральном и Брянском фронтах. Участник Смоленского оборонительного сражения летом 1941 года. В начале генерального наступления германских войск на Москву (операция «Тайфун» в октябре 1941) года полк оказался в глубоком окружении. Недбаев был ранен в бою. Был оставлен в немецком тылу у крестьян. После выздоровления в декабре 1941 года создал партизанский отряд в Брасовском районе Брянской области. Снова был тяжело ранен. По другим данным, числился пропавшим без вести с мая 1942 года и на этом основании был исключён из списков РККА. В июле 1943 года вышел в расположение советских войск.
Был направлен в фильтрационный лагерь Смерша. После проверок был признан виновным в том, что не принял достаточных мер для выхода из окружения. В феврале 1944 года направлен на фронт «смывать вину кровью» командиром миномётного взвода в 8-й отдельный офицерский штурмовой батальон Ленинградского фронта. За мужество во время Ленинградско-Новгородской наступательной операции признан искупившим вину, досрочно освобождён и восстановлен в воинском звании. В июне 1944 года назначен командиром 358-го стрелкового полка 136-й стрелковой дивизии и командовал этим полком до конца войны. Сначала полк воевал в составе 3-й гвардейской армии на 1-м Украинском фронте, в начале октября 1944 года полк и дивизию передали в 65-ю армию на 1-й Белорусский фронт (затем на 2-й Белорусский фронт), в декабре 1944 года — в 70-ю армию 2-го Белорусского фронта.  Участник Львовско-Сандомирской наступательной операции, сражений за Сероцкий плацдарм осенью 1944 года, Восточно-Прусской и Восточно-Померанской наступательных операций.
Командир 358-го стрелкового полка (136-я стрелковая дивизия, 47-й стрелковый корпус, 70-я армия, 2-й Белорусский фронт) подполковник Недбаев Василий Иванович проявил отличное командование полком и личное мужество в Берлинской наступательной операции. Перед началом операции сумел скрытно переправить полк на один из островов на Одере перед линией немецкой обороны. С началом артиллерийской подготовки 20 апреля 1945 года полк начал переправу в районе населённого пункта Шёнинген (ныне Каменец (Kamieniec), Западно-Поморское воеводство, Польша) и высадился на западный берег Одера одновременно с окончанием артподготовки. Ворвавшись в передовые траншеи, бойцы с боем продвигались вперёд. К исходу дня были заняты 4 линии вражеских окопов и траншей, занят плацдарм, захвачены 78 пленных. На следующий день бойцы продолжили сражение, расширив захваченный плацдарм до 3 километров по фронту и до 2-х километров в глубину. За эти двое суток были отбиты 12 контратак противника силами до полка при поддержке штурмовых орудий.
За образцовое выполнение боевых заданий командования на фронте борьбы с немецкими захватчиками и проявленные при этом отвагу и геройство указом Президиума Верховного Совета СССР от 29 июня 1945 года подполковнику Недбаеву Василию Ивановичу присвоено звание Героя Советского Союза с вручением ордена Ленина и медали «Золотая Звезда».
После Победы продолжил службу в Советской Армии. Служил преподавателем тактики в Высшем военно-педагогическом институте Советской Армии имени М. И. Калинина. По состоянию на 1954 год находился в запасе Вооружённых сил СССР, по записям в ОБД «Память народа», уволен в августе 1949 года.
Жил в Москве. Скончался 21 февраля 1982 года. Похоронен на Кунцевском кладбище Москвы.

## Награды
- Герой Советского Союза (29.06.1945)
- Два ордена Ленина (29.06.1945, 15.11.1950)
- Четыре ордена Красного Знамени (17.08.1944, 29.01.1945, 12.04.1945, 6.11.1945)
- Орден Суворова 3-й степени (7.12.1944)
- Орден Красной Звезды (3.11.1944)
- Медаль «За освобождение Варшавы»
- Ряд других медалей СССР